# Tinodes alepochori
Tinodes alepochori is een schietmot uit de familie Psychomyiidae. De soort komt voor in het Palearctisch gebied.